# 野村祐輔
野村 祐輔（のむら ゆうすけ、1989年6月24日 - ）は、岡山県倉敷市出身の元プロ野球選手（投手）、コーチ。右投右打。

## 経歴

### プロ入り前
母方の実家のある福岡県北九州市で出生。広島で同僚となる安部友裕は同じ生年月日で、同じ病院で30分違いで出生している。倉敷市立連島南小学校1年生の時に軟式野球を始め、6年生の時に県大会準優勝。倉敷市立連島南中学校時代は地元の硬式少年野球チーム・倉敷ビガーズに入り、主に2番手投手として活躍。西日本大会で優勝する。3年時には地元の強豪高校への進学が決まりかけていたが、その年の9月に広陵高等学校の練習見学に行き、練習風景や先輩の選手を見て広陵進学を決意した。
広陵高校へ進学後は1年時からベンチ入りした。3年の第79回選抜高等学校野球大会では1回戦で唐川侑己を擁する成田高等学校と対戦し延長戦を制するなどベスト8に進出した。夏の第89回全国高等学校野球選手権大会では1回戦で第86回、第87回、第88回と夏の甲子園3年連続決勝進出中の駒大苫小牧高等学校に逆転勝ち、準々決勝では熊代聖人を擁する今治西高等学校、準決勝では同年の春夏連覇を目指していた田中健二朗を擁する常葉学園菊川高等学校に勝利。この勝利で、「夏の甲子園4年連続決勝進出阻止」と「春夏連覇阻止」という2つの記録を達成した。決勝の佐賀北高等学校戦では7回まで被安打1に抑えながら、8回裏に2被安打と2四球で1点を返された後、副島浩史に逆転満塁本塁打を打たれ、準優勝に終わった。試合終了後、グラウンドでは一切涙を流さなかったが、宿舎で行われた監督の中井哲之の会見中に隣で突然泣き崩れ号泣したという。同大会では、46回を投げて被安打43三振47四死球9自責点13、打者としては主に8番で起用され21打数10安打5打点だった。高校の2学年先輩には藤川俊介、1学年先輩に吉川光夫、同級生に土生翔平、小林誠司、1学年後輩に中田廉、上本崇司がいた。
高校卒業後は明治大学商学部に進学、硬式野球部入部後は1年春から登板。1年秋では34回2/3を投げ自責点0（失点1）。1964年春の江尻亮以来44年ぶりとなるリーグ史上5人目の「シーズン防御率0.00」を達成し、最優秀防御率に輝いた。2年春は4勝を挙げるものの、第7週の法政大学2回戦で今井諒にサヨナラ本塁打を打たれて3位に終わった。3年秋は5勝を挙げ、防御率1.30で自身2度目の最優秀防御率に輝いた。11月22日には大学日本代表としてU-26のNPB選抜戦に出場し、1回を無失点に抑えた。4年春には史上14人目の通算300奪三振を達成。秋には東京六大学史上7人目の30勝300奪三振を達成。初のベストナインに選出された。2011年の第42回明治神宮野球大会では、決勝戦の愛知学院大学戦で被安打4ながら打者27人で抑え無四球完封するなど、3試合連続完封勝利の大会新記録で明大5回目の優勝に貢献し、野球人生で初の日本一になった。東京六大学リーグ戦通算65試合に登板し30勝12敗、358奪三振、防御率1.92。菅野智之（東海大）、藤岡貴裕（東洋大）とともに「大学ビッグ3」と呼ばれ注目される。

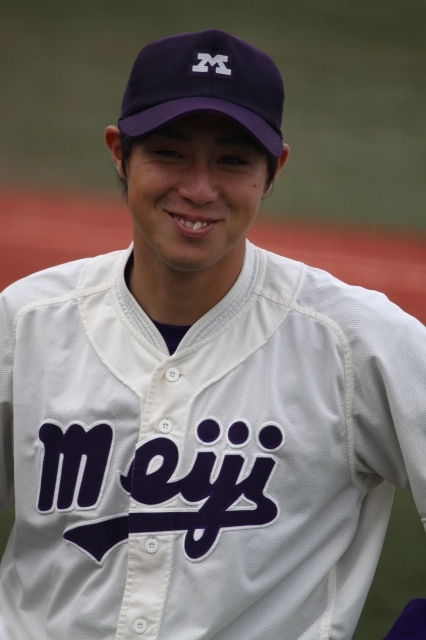
明治大学時代（2011年）

2011年10月27日に行われたプロ野球ドラフト会議では広島東洋カープから1巡目指名を受け、学生野球の全日程が終了した11月29日に球団と初交渉を行い、契約金1億円、年俸1500万円で契約（金額は推定）。背番号は19。

### 広島時代
2012年は、開幕から一軍の先発ローテーションの一角を担うと、4月8日の対横浜DeNAベイスターズ戦（横浜スタジアム）でプロ初勝利。4月29日の対東京ヤクルトスワローズ戦では、8回を被安打1と好投した末に、本拠地・MAZDA Zoom-Zoom スタジアム広島での初勝利を挙げた。前半戦で7勝（3敗）を挙げるほどの好調を受けて、オールスターゲームにも、新人ながらセントラル・リーグの監督推薦選手として初出場。第2戦（7月21日・松山坊っちゃんスタジアム）6回表から救援で登板すると、3回無失点という好投で敢闘賞に選ばれた。一軍公式戦通算では、9勝11敗と負け越したものの、防御率1.98を記録。セ・リーグの一軍公式戦で最終規定投球回に到達した末に防御率1点台を記録した新人投手は、1966年の堀内恒夫以来46年ぶり5人目であった。シーズンの終了後には、パ・リーグの益田直也とともに、平成生まれ初の新人王に選ばれている。
2013年は、公式戦の開幕から連敗すると、4月17日に右肩関節唇損傷でプロ入り後初めて出場選手登録を抹消。抹消後に投球フォームの修正を経て一軍へ復帰すると、5月17日の対オリックス・バファローズ（呉市二河野球場）戦で、一軍公式戦自身初の完投勝利を挙げた。先発投手として登板した9月12日の対ヤクルト戦（神宮）では、3回表の打席でプロ初本塁打を記録すると、投げても6回4失点ながら自身初のシーズン10勝を達成。一軍公式戦全体では、23試合の登板で、前年に続いてセ・リーグの最終規定投球回に到達。12勝（2完投勝利）6敗、防御率3.74という成績を残した。シーズン終了後の11月には、日本代表の一員として、台湾で開かれた「2013 BASEBALL CHALLENGE 日本 VS チャイニーズ・タイペイ」に出場した。
2014年は、4月に3勝を記録。しかし防御率が6点台に達するほど投球内容が不安定で、5月に出場選手登録を抹消された。再登録後の6月18日に対東北楽天ゴールデンイーグルス戦（マツダ）で一軍公式戦およそ2か月ぶりの勝利を挙げると、8月まで月間防御率2点台を記録していた。しかし、9月24日の対ヤクルト戦（神宮）で4回を投げて6失点を喫すると、再び登録を抹消。チームはレギュラーシーズン3位でクライマックスシリーズに進出したものの、野村自身はシーズンの最終規定投球回を満たせず、7勝8敗、防御率4.39。同シリーズでの登板機会もなかった。
2015年は、シーズン初の一軍公式戦登板から5試合目までに3勝を記録。その後は、5月28日の対千葉ロッテマリーンズ戦でプロ入り後自己ワーストの10失点（8自責点）を喫したり、防御率が5点前後を記録したりするなど不振に陥った。7月には、5日の対ヤクルト戦で約2か月ぶりの勝利を挙げたが、7月21日の対中日ドラゴンズ戦（いずれもマツダ）で3回表途中までに5失点（2自責点）を喫したことを機に出場選手登録を抹消。当初は無期限の二軍調整とされていたが、後に一軍へ復帰すると、レギュラーシーズン最終登板であった9月29日の対ヤクルト戦（神宮）でおよそ3か月ぶりの勝利を手にした。一軍公式戦全体の成績は5勝8敗で、登板試合数（15）・投球回（87回1/3）ともプロ入り後最少。防御率（4.64）や勝率（.385）はプロ入り後最も悪かった。
2016年は、ロサンゼルス・ドジャースへ移籍した前田健太に代わる右のエースとして、公式戦の開幕から好調を維持。4月28日の対ヤクルト戦（神宮）で一軍公式戦初の完封勝利を挙げると、5月25日の対巨人戦から7月22日の対阪神戦（いずれもマツダ）まで、8試合の先発登板で8連勝を記録した。この間には、6月にセ・リーグ投手部門の月間MVPへ初めて選ばれたほか、7月5日の対中日戦（富山アルペンスタジアム）でこの年のセ・パ両リーグ最速の10勝目に到達。オールスターゲームにセ・リーグの監督推薦選手として4年ぶりの出場を果たすと、セ・リーグ最多勝利のタイトルをチームメイトのクリス・ジョンソンと争いながら、チームの25年ぶりリーグ優勝に貢献した。9月2日の対ヤクルト戦（神宮）で自己最多のシーズン13勝目を挙げると、レギュラーシーズンの最終登板であった9月24日の同カード（マツダ）で、リーグ単独トップの16勝目と勝率.842（16勝3敗）を記録。投球回は少ないながらも（防御率は2.71）、打線の援護と強力な中継ぎ陣に助けられ、セ・リーグの最多勝利と最高勝率のタイトルを獲得し、セ・リーグベストナインにも選ばれた。横浜DeNAとのクライマックスシリーズファイナルステージでは2回戦に先発し、6回を3安打無失点の好投で同シリーズ初勝利を記録した。北海道日本ハムファイターズとの日本シリーズでは、第2戦に先発し6回を2安打1失点（自責点0）の内容で日本シリーズ初勝利を記録。その後、広島の2勝3敗で迎えた第6戦でも先発したが4回4失点（自責点1）で降板。勝敗は付かなかったが、その後チームは敗れたため日本一を逃した。10月18日には「侍ジャパン 野球オランダ代表 野球メキシコ代表 強化試合」の日本代表に選出された。12月16日に契約更改を行い、年俸1億円に到達した。
2017年は、2月8日にワールド・ベースボール・クラシック日本代表において大会中に入れ替えが可能となる指名投手枠に入った。4月4日の対中日戦（ナゴヤドーム）で先発しシーズン初勝利を挙げ、通算50勝に到達。プロ入り110試合目での達成は、前田健太の122試合目を上回り球団最速記録となった。5月23日の対ヤクルト戦（マツダ）で腰の違和感を訴え3回で緊急降板し、翌日に出場選手登録を抹消されたが、6月3日に復帰を果たして以降はローテーションを守り続けチームトップの投球回（155回1/3）、リーグ3位の防御率2.78を記録するなどチームの37年ぶりのリーグ連覇に貢献した。しかし前年とは対照的に勝ち星が伸びず、9勝5敗に終わった。またクライマックスシリーズファイナルステージでは2試合に先発するも合計で8回を投げ7失点を喫し、両試合で負け投手になるなど精彩を欠き、日本シリーズ進出を逃す一因となった。
2018年は、3月30日の対中日戦（マツダ）で自身初の開幕投手を務め、6回3失点でシーズン初勝利を挙げる。しかし4月26日の対DeNA戦で背中の違和感を訴え4回で緊急降板し、同27日に出場選手登録を抹消、同28日に背中の筋挫傷と診断された。6月23日の対阪神戦（阪神甲子園球場）で復帰登板し3勝目を挙げるもシーズン通しては7勝に終わり、2015年以来3年ぶりに防御率は4点台（4.22）、規定投球回未到達（119回1/3）と苦しいシーズンになった。福岡ソフトバンクホークスとの日本シリーズでは第4戦に先発し、4回1/3を投げて3失点で敗戦投手になった。
2019年は、不調での二軍落ちを経験するなど精彩を欠き、2015年以来4年ぶりに投球回が100イニングを下回った。7月25日に国内FA権を取得したが、10月26日に権利を行使せず2年契約を結んで残留することを発表した。
2020年は、春期キャンプ中に右ふくらはぎを痛め、新型コロナウイルスの影響で開幕が遅れたがプロ9年目にして初の開幕二軍スタートとなった。7月中旬に一軍昇格したが10月15日の巨人戦で緊急降板すると、翌16日に「右鎖骨下静脈血栓症除去術」を受け離脱。しかし、シーズンでは6勝を挙げた。
2021年は、開幕ローテ入りを果たした。4月11日の巨人戦で先発し、プロ初登板から188試合連続先発登板の日本新記録を樹立した。この年は8試合に先発しながらQSは1度だけと不調が続き、0勝4敗、防御率6.31とキャリア初の未勝利に終わった。
2022年は、キャンプ前のコンディション不良の影響もあって二軍での開幕スタートであった。しかし、二軍では8試合に登板して防御率1.42と安定した投球を続け、6月10日の西武戦で同年初登板を果たした。緩急を駆使した投球でこの試合に勝利し、2020年9月30日以来618日ぶりの白星を手にした。その後も好投を続け、8月25日には節目となる200試合連続先発登板を達成した。
2023年は、開幕二軍スタート。6月29日のDeNA戦で同年初登板し、6回を3安打無失点に抑えたが、勝利投手とはならなかった。平成30年7月豪雨から5年となる7月6日の阪神戦で6回無失点の二塁を踏ませぬピッチングで同年初勝利を挙げた。その後も防御率0.00に抑えたが、7月28日の阪神戦で森下翔太に適時打を打たれ同年初失点となった。最終的に防御率1.16の好成績を残したが、プロ入り後最少の6試合の登板に終わり、オフに1050万ダウンの4450万円で更改した。
2024年も前年と同じく開幕二軍。8月2日の対中日戦（マツダ）で同年一軍初登板し5回6安打無失点の好投を見せるも、勝ちは付かなかった。9月27日に球団から現役引退が発表された。同年最終戦の10月5日の対ヤクルト戦（マツダ）が引退試合となり、自身は先発登板。1回1安打無失点となる21球を投げ（最終打者は村上宗隆。記録は空振り三振）、自身の持つ初登板からの連続先発試合数をプロ野球記録となる211試合に更新し、現役を退いた。

### 現役引退後
11月19日に広島にてコーチ就任が発表され、同日記者会見が行われた。三軍投手コーチに就任し、また球団初のアナリスト兼任コーチとなる。背番号は92。

## 選手としての特徴

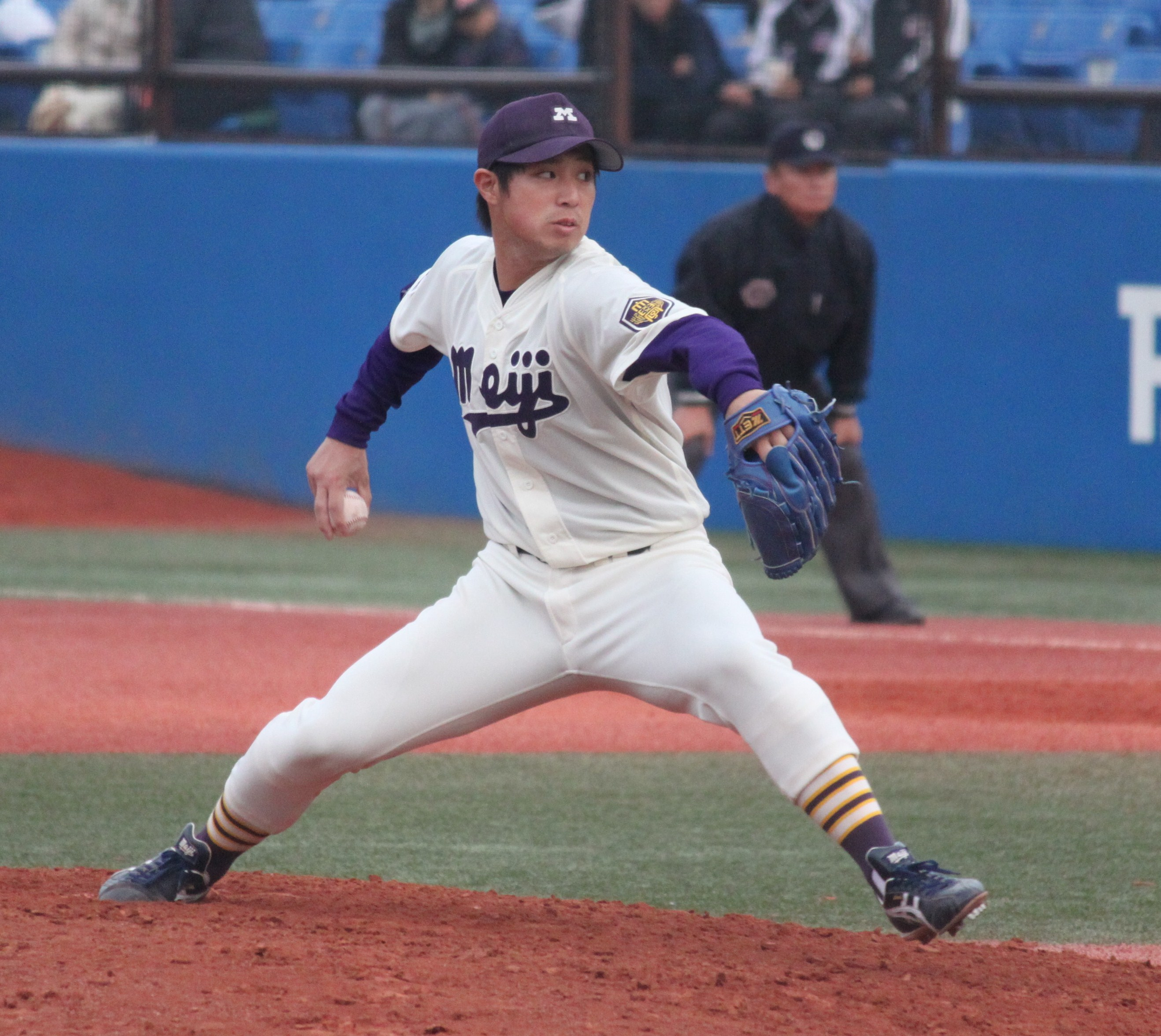
野村の投球フォーム（2011年）

スリークォーターから平均球速約133km/h、最速149km/h（プロ入り後の最速は147km/h）のストレートとカットボールに近い高速スライダーを武器にし、他にもチェンジアップ、カーブを投げ分ける。また、2014年のシーズンに向けて、大竹寛から教わったシュート系の球種にも取り組んでいる。2015年からは、クリス・ジョンソンの「パワーカーブ」の習得も目指している。
下半身主体のフォームで制球が良く、アマチュア時代には「洞察力、観察力、なんといっても対応力が素晴らしいのでしょう。プロで10年もやってるようなうまさがある」とプロのスカウトから評されていた。
井端弘和は「僕にとっては全てが魔球」であったとコメントするなど、高く評価している。

## 人物
- 愛称は「ノムスケ」[73]。
- 周囲からはマイペースと言われるが、負けず嫌いで勝負では何でも負けたくないという[74]。両親は「幼い頃からとても変わっている子どもで、自分が決めたことは貫き、人に流されない子でした」と話している[75]。
- ピッチャーとしては精神面とキレ・コントロールを大事にしているといい、澤村拓一からウエイトトレーニングを薦められたことがあるが「自分は『しなり』で投げるタイプなので、筋肉を硬くしたら終わり」という理由でウエイトトレーニングは一切やらないという[67]。
- 趣味は映画鑑賞と風呂[70]。登板日の前日は1時間近く寮の大浴場に浸かり、プライベートで温泉旅行も楽しんでいるという[67]。
- もともと左利きであったが、2歳の時に祖父に初めて買って貰ったグローブが右利き用で右投げで野球を教えてくれたため、右投右打になった。箸は左手で持ち、字は右手で書く。
- 俳優の吉村卓也とは親友で、高校時代では同級生であった[76]。
- 好きなミュージシャンはMr.Children。雑誌の取材中もミスチルの話を多く語る[77]。
- 現役を引退した2024年末に、一般女性と結婚した[78]。

## 詳細情報

### 年度別投手成績
| 年 度      | 球 団      | 登 板 | 先 発 | 完 投 | 完 封 | 無 四 球 | 勝 利 | 敗 戦 | セ 丨 ブ | ホ 丨 ル ド | 勝 率 | 打 者 | 投 球 回 | 被 安 打 | 被 本 塁 打 | 与 四 球 | 敬 遠 | 与 死 球 | 奪 三 振 | 暴 投 | ボ 丨 ク | 失 点 | 自 責 点 | 防 御 率 | W H I P |
| ---------- | ---------- | ----- | ----- | ----- | ----- | -------- | ----- | ----- | -------- | ----------- | ----- | ----- | -------- | -------- | ----------- | -------- | ----- | -------- | -------- | ----- | -------- | ----- | -------- | -------- | ------- |
| 2012       | 広島       | 27    | 27    | 0     | 0     | 0        | 9     | 11    | 0        | 0           | .450  | 704   | 172.2    | 143      | 6           | 52       | 0     | 2        | 103      | 3     | 2        | 46    | 38       | 1.98     | 1.13    |
| 2013       | 広島       | 23    | 23    | 2     | 0     | 1        | 12    | 6     | 0        | 0           | .667  | 620   | 149.1    | 142      | 13          | 37       | 1     | 7        | 103      | 3     | 0        | 70    | 62       | 3.74     | 1.20    |
| 2014       | 広島       | 19    | 19    | 0     | 0     | 0        | 7     | 8     | 0        | 0           | .467  | 465   | 104.2    | 114      | 10          | 37       | 0     | 3        | 75       | 0     | 0        | 64    | 51       | 4.39     | 1.44    |
| 2015       | 広島       | 15    | 15    | 0     | 0     | 0        | 5     | 8     | 0        | 0           | .385  | 384   | 87.1     | 110      | 11          | 23       | 0     | 3        | 51       | 1     | 0        | 53    | 45       | 4.64     | 1.52    |
| 2016       | 広島       | 25    | 25    | 1     | 1     | 0        | 16    | 3     | 0        | 0           | .842  | 633   | 152.2    | 139      | 11          | 37       | 0     | 6        | 91       | 3     | 0        | 50    | 46       | 2.71     | 1.15    |
| 2017       | 広島       | 25    | 25    | 0     | 0     | 0        | 9     | 5     | 0        | 0           | .643  | 645   | 155.1    | 152      | 12          | 38       | 0     | 4        | 106      | 4     | 0        | 53    | 48       | 2.78     | 1.22    |
| 2018       | 広島       | 20    | 20    | 0     | 0     | 0        | 7     | 6     | 0        | 0           | .538  | 514   | 119.1    | 136      | 10          | 30       | 0     | 2        | 60       | 1     | 0        | 62    | 56       | 4.22     | 1.39    |
| 2019       | 広島       | 18    | 18    | 0     | 0     | 0        | 6     | 5     | 0        | 0           | .545  | 414   | 95.1     | 96       | 6           | 34       | 2     | 2        | 65       | 0     | 0        | 52    | 43       | 4.06     | 1.36    |
| 2020       | 広島       | 13    | 13    | 0     | 0     | 0        | 6     | 3     | 0        | 0           | .667  | 309   | 70.2     | 81       | 9           | 22       | 1     | 3        | 35       | 0     | 0        | 36    | 36       | 4.58     | 1.46    |
| 2021       | 広島       | 8     | 8     | 0     | 0     | 0        | 0     | 4     | 0        | 0           | .000  | 171   | 35.2     | 48       | 6           | 17       | 2     | 2        | 29       | 2     | 0        | 25    | 25       | 6.31     | 1.82    |
| 2022       | 広島       | 9     | 9     | 0     | 0     | 0        | 2     | 3     | 0        | 0           | .400  | 191   | 41.1     | 55       | 4           | 14       | 1     | 0        | 18       | 0     | 0        | 27    | 24       | 5.23     | 1.67    |
| 2023       | 広島       | 6     | 6     | 0     | 0     | 0        | 1     | 1     | 0        | 0           | .500  | 130   | 31.0     | 30       | 1           | 4        | 1     | 1        | 14       | 0     | 0        | 9     | 4        | 1.16     | 1.10    |
| 2024       | 広島       | 3     | 3     | 0     | 0     | 0        | 0     | 1     | 0        | 0           | .000  | 46    | 11.0     | 11       | 1           | 2        | 0     | 0        | 8        | 0     | 0        | 4     | 3        | 2.45     | 1.18    |
| 通算：13年 | 通算：13年 | 211   | 211   | 3     | 1     | 1        | 80    | 64    | 0        | 0           | .556  | 5226  | 1226.1   | 1257     | 100         | 345      | 8     | 35       | 758      | 17    | 2        | 551   | 481      | 3.53     | 1.31    |

- 各年度の太字はリーグ最高

### 年度別守備成績
| 年 度 | 球 団 | 投手  | 投手  | 投手  | 投手  | 投手  | 投手     |
| 年 度 | 球 団 | 試 合 | 刺 殺 | 補 殺 | 失 策 | 併 殺 | 守 備 率 |
| ----- | ----- | ----- | ----- | ----- | ----- | ----- | -------- |
| 2012  | 広島  | 27    | 12    | 30    | 1     | 2     | .977     |
| 2013  | 広島  | 23    | 9     | 27    | 0     | 6     | 1.000    |
| 2014  | 広島  | 19    | 2     | 19    | 1     | 0     | .955     |
| 2015  | 広島  | 15    | 7     | 17    | 0     | 1     | 1.000    |
| 2016  | 広島  | 25    | 17    | 25    | 0     | 0     | 1.000    |
| 2017  | 広島  | 25    | 10    | 30    | 0     | 5     | 1.000    |
| 2018  | 広島  | 20    | 9     | 27    | 0     | 1     | 1.000    |
| 2019  | 広島  | 18    | 10    | 18    | 0     | 1     | 1.000    |
| 2020  | 広島  | 13    | 2     | 9     | 0     | 0     | 1.000    |
| 2021  | 広島  | 8     | 1     | 4     | 0     | 0     | 1.000    |
| 2022  | 広島  | 9     | 3     | 4     | 0     | 0     | 1.000    |
| 2023  | 広島  | 6     | 2     | 6     | 0     | 0     | 1.000    |
| 2024  | 広島  | 3     | 0     | 1     | 1     | 0     | .500     |
| 通算  | 通算  | 211   | 84    | 217   | 3     | 16    | .990     |

### タイトル
- 最多勝利：1回（2016年）
- 最高勝率：1回（2016年）

### 表彰
- 新人王（2012年） ※益田直也と共に平成生まれ初
- ベストナイン：1回（投手部門：2016年）
- 2012ゴールデン・ルーキー賞（2012年）
- 月間MVP：1回（投手部門：2016年6月）
- 最優秀バッテリー賞：1回（2016年 捕手：石原慶幸）
- オールスターゲーム敢闘選手賞：1回（2012年第2戦）
- 日本プロスポーツ大賞最高新人賞（2012年）

### 記録
初記録
投手記録
- 初登板・初先発登板：2012年4月1日、対中日ドラゴンズ3回戦（ナゴヤドーム）、6回1失点
- 初奪三振：同上、1回裏に荒木雅博から見逃し三振
- 初勝利・初先発勝利：2012年4月8日、対横浜DeNAベイスターズ3回戦（横浜スタジアム）、8回無失点
- 初完投勝利：2013年5月17日、対オリックス・バファローズ1回戦（呉市二河野球場）、9回1失点9奪三振
- 初完封勝利：2016年4月27日、対東京ヤクルトスワローズ4回戦（明治神宮球場）、9回5被安打無失点

打撃記録
- 初安打：2012年4月22日、対中日ドラゴンズ6回戦（MAZDA Zoom-Zoom スタジアム広島）、5回裏に山本昌から中前安打
- 初打点：2012年5月31日、対埼玉西武ライオンズ2回戦（MAZDA Zoom-Zoom スタジアム広島）、6回裏に大石達也から右翼線適時二塁打
- 初本塁打：2013年9月12日、対東京ヤクルトスワローズ22回戦（明治神宮野球場）、3回表に徳山武陽から左越3ラン

節目の記録
- 1000投球回：2019年7月25日、対中日ドラゴンズ17回戦（MAZDA Zoom-Zoom スタジアム広島）、5回表二死目にエンニー・ロメロから空振り三振で達成 ※史上354人目

その他記録
- オールスターゲーム出場：2回（2012年、2016年）
- 初登板からの連続試合先発登板：211試合[63] ※NPB記録[63]

### 背番号
- 19（2012年[9] - 2024年）
- 92（2025年[65] - ）

### 登場曲
- 「fanfare」Mr.Children（2012年 - 2013年）
- 「ブラック・オア・ホワイト」マイケル・ジャクソン（2013年）
- 「奏逢 〜Bank Bandのテーマ〜」Bank Band（2013年）
- 「Marshmallow day」Mr.Children（2014年）
- 「Starting Over」Mr.Children（2015年 - 2018年）
- 「皮膚呼吸」Mr.Children（2019年 - 2024年）

## 関連情報

### 著書
- 野村祐輔メッセージBOOK -未来を描く-（2017年7月4日、廣済堂出版） ISBN 978-4331521069

### CM
- 公立専門塾ALL-up（2019年）
- SUUMO（2020年）